# العلاقات الألبانية اليونانية
العلاقات الألبانية اليونانية هي العلاقات الثنائية التي تجمع بين ألبانيا واليونان.

## مقارنة بين البلدين
هذه مقارنة عامة ومرجعية للدولتين:
| وجه المقارنة                                              | ألبانيا                                                    | اليونان                                                                             |
| --------------------------------------------------------- | ---------------------------------------------------------- | ----------------------------------------------------------------------------------- |
| المساحة (كم2)                                             | 28.75 ألف                                                  | 131.96 ألف                                                                          |
| عدد السكان (نسمة)                                         | 3.02 مليون                                                 | 10.76 مليون                                                                         |
| الكثافة السكانية (ن./كم²)                                 | 105.04                                                     | 81.54                                                                               |
| العاصمة                                                   | تيرانا                                                     | أثينا، نافبليو                                                                      |
| اللغة الرسمية                                             | اللغة الألبانية                                            | لغة يونانية، اليونانية الديموطيقية ‏                                                 |
| العملة                                                    | ليك ألباني                                                 | يورو، دراخما، فينيكس يوناني ‏                                                        |
| الناتج المحلي الإجمالي (بليون دولار)                      | 13.04 مليار                                                | 200.29 مليار                                                                        |
| الناتج المحلي الإجمالي (تعادل القوة الشرائية) بليون دولار | 33.17 مليار                                                | 285.45 مليار                                                                        |
| الناتج المحلي الإجمالي الاسمي للفرد دولار أمريكي          | 3.94 ألف                                                   | 18.00 ألف                                                                           |
| الناتج المحلي الإجمالي للفرد دولار أمريكي                 | 11.11 ألف                                                  | 26.85 ألف                                                                           |
| مؤشر التنمية البشرية                                      | 0.764                                                      | 0.865                                                                               |
| رمز المكالمات الدولي                                      | +355                                                       | +30                                                                                 |
| رمز الإنترنت                                              | .al                                                        | .gr                                                                                 |
| المنطقة الزمنية                                           | توقيت وسط أوروبا، ت ع م+01:00، ت ع م+02:00، أوروبا/تيرانا ‏ | توقيت شرق أوروبا، ت ع م+02:00، ت ع م+03:00، توقيت شرق أوروبا الصيفي ‏، أوروبا/أثينا ‏ |

## مدن متوأمة
في ما يلي قائمة باتفاقيات التوأمة بين مدن ألبانية ويونانية:
- ترتبط سارنده مع إيغومنيتسا باتفاقية توأمة منذ 11 يوليو 1994.[15][15][15]
- ترتبط Kashar [الإنجليزية]‏ مع سيندوس باتفاقية توأمة.
- ترتبط دراس مع سلانيك باتفاقية توأمة.
- ترتبط جيروكاستر مع باتراس باتفاقية توأمة.[16]
- ترتبط كورتشي مع سلانيك باتفاقية توأمة.
- ترتبط تيرانا مع أثينا باتفاقية توأمة.

## منظمات دولية مشتركة
يشترك البلدان في عضوية مجموعة من المنظمات الدولية، منها:
| علم المنظمة | اسم المنظمة                               | تاريخ انضمام ألبانيا | تاريخ انضمام اليونان |
| ----------- | ----------------------------------------- | -------------------- | -------------------- |
|             | منظمة التجارة العالمية                    | ?                    | 1995                 |
|             | الأمم المتحدة                             | 14 ديسمبر 1955       | 25 أكتوبر 1945       |
|             | حلف شمال الأطلسي                          | 1 أبريل 2009         | 18 فبراير 1952       |
|             | الاتحاد الدولي للاتصالات                  | 2 يونيو 1922         | 1866                 |
|             | مجلس أوروبا                               | ?                    | 9 أغسطس 1949         |
|             | منظمة التعاون الاقتصادي للبحر الأسود      | ?                    | ?                    |
|             | يونسكو                                    | 16 أكتوبر 1958       | 4 نوفمبر 1946        |
|             | المنظمة الأوروبية لسلامة الملاحة الجوية   | 2002                 | 1988                 |
|             | الاتحاد البريدي العالمي                   | ?                    | ?                    |
|             | مؤسسة التنمية الدولية                     | 15 أكتوبر 1991       | 9 يناير 1962         |
|             | منظمة حظر الأسلحة الكيميائية              | ?                    | ?                    |
|             | وكالة ضمان الاستثمار متعدد الأطراف        | 15 أكتوبر 1991       | 30 أغسطس 1993        |
|             | منظمة الشرطة الجنائية الدولية             | ?                    | ?                    |
|             | مؤسسة التمويل الدولية                     | 15 أكتوبر 1991       | 26 سبتمبر 1957       |
|             | البنك الدولي للإنشاء والتعمير             | 15 أكتوبر 1991       | 27 ديسمبر 1945       |
|             | منظمة الأمن والتعاون في أوروبا            | 19 يونيو 1991        | 25 يونيو 1973        |
|             | المركز الدولي لتسوية المنازعات الاستشارية | 14 نوفمبر 1991       | 21 مايو 1969         |

## أعلام
هذه قائمة لبعض الشخصيات التي تربطها علاقات بالبلدين:
- ايليني ديمووتسوس (لاعب كرة قدم يوناني، 18 يونيو 1988 – )
- ايليني فوريرا (مغنية يونانية، 7 مارس 1987 – )
- إينيا ميهاج (لاعب كرة قدم ألباني، 5 يوليو 1998[22] – )
- باناجيتوس كونيه (لاعب كرة قدم يوناني، 26 يوليو 1987[23] – )
- بيروس ديماس (13 أكتوبر 1971 – )
- توماس ستراكوشا (لاعب كرة قدم ألباني، 19 مارس 1995[24] – )
- ستيفانوس كابينو (لاعب كرة قدم يوناني، 18 مارس 1994[25] – )
- سوتيريس نينيس (لاعب كرة قدم يوناني، 3 أبريل 1990[26] – )

## وصلات خارجية
- موقع وزارة الخارجية الألبانية
- موقع وزارة الخارجية اليونانية